# محمد سوقار
محمد سوقار هو لاعب كرة قدم جزائري من مواليد ولاية غليزان الجزائرية في 7 سبتمبر 1985 و يلعب حاليا لنادي وفاق سطيف.

## الإنجازات
- أحسن لاعب آمال في الجزائر لموسم 2007/2008.
- انضمامه لصفوف المنتخب الجزائري الأول لكرة القدم.

## المسيرة الكورية
- الجزائر مولودية سعيدة 2006-2008.
- الجزائر وفاق سطيف 2008-2009.

## روابط خارجية
- محمد سوقار على موقع قاعدة بيانات كرة القدم.إي يو (الإنجليزية)
- محمد سوقار على موقع ناشيونال فوتبول تيمز (الإنجليزية)
- محمد سوقار على موقع Soccerway.com (الإنجليزية)